# USS Meredith (DD-890)
USS Meredith (DD-890) là một tàu khu trục lớp Gearing được Hải quân Hoa Kỳ chế tạo vào giai đoạn cuối Chiến tranh Thế giới thứ hai. Nó là chiếc tàu chiến thứ tư của Hải quân Mỹ được đặt theo tên Trung sĩ Thủy quân Lục chiến Jonathan Meredith (khoảng 1772 – 1805), người đã tử trận trong cuộc chiến tranh Barbary thứ nhất. Hoàn tất khi chiến tranh đã kết thúc, con tàu tiếp tục phục vụ trong giai đoạn Chiến tranh Lạnh và Chiến tranh Việt Nam cho đến khi ngừng hoạt động năm 1979. Nó được chuyển cho Thổ Nhĩ Kỳ và tiếp tục phục vụ cùng Hải quân Thổ Nhĩ Kỳ như là chiếc TCG Savaştepe (D 348) cho đến năm 1995. Con tàu bị tháo dỡ cùng năm đó.

## Thiết kế và chế tạo
Meredith được đặt lườn tại xưởng tàu của hãng Consolidated Steel Corporation ở Orange, Texas vào ngày 27 tháng 1 năm 1945. Nó được hạ thủy vào ngày 28 tháng 6 năm 1945; được đỡ đầu bởi cô Juliette S. Kopper, một hậu duệ sáu đời của Trung sĩ Meredith, và nhập biên chế vào ngày 31 tháng 12 năm 1945 dưới quyền chỉ huy của Hạm trưởng, Trung tá Hải quân William B. Wideman.

## Lịch sử hoạt động

### 1946 - 1952
Sau khi hoàn tất việc chạy thử máy huấn luyện vào mùa Xuân năm 1946, Meredith được huy động trong một giai đoạn ngắn vào việc huấn luyện sĩ quan tàu ngầm tại New London, Connecticut, trước khi lên đường đi xuống phía Nam nơi nó phục vụ canh phòng máy bay cho tàu sân bay Randolph (CV-15) trong chuyến đi thực tập mùa Hè 1946 dành cho học viên sĩ quan của Học viện Hải quân Hoa Kỳ. Sang mùa Thu năm đó, nó hướng lên phía Bắc để thực hành huấn luyện tại vùng biển ngoài khơi Newfoundland và Greenland. Con tàu tiếp tục hoạt động tại khu vực Tây Đại Tây Dương trong năm tiếp theo trải dài từ Maine cho đến vùng biển Caribe, và thực hiện thêm một chuyến đi thực tập cho học viên sĩ quan.
Vào nữa đầu năm 1948, Meredith hoạt động thử nghiệm cho Lực lượng Thử nghiệm và Đánh giá Hoạt động. Nó cùng với Hải đội Khu trục 6 lên đường vào tháng 5 cho lượt phục đầu tiên ở vùng biển nước ngoài, khi hoạt động cùng Đệ Lục hạm đội tại Địa Trung Hải. Từ đó cho đến năm 1953, con tàu đều được biệt phái hàng năm sang phục vụ tại Địa Trung Hải, trung bình khoảng sáu tháng mỗi lượt. Xen kẻ giữa những chuyến đi này là những giai đoạn hoạt động cùng Đệ Nhị hạm đội dọc theo vùng bờ Đông và vùng biển Caribe và những chuyến đi huấn luyện cho nhân sự thuộc Hải quân Dự bị. Con tàu cũng có một chuyến đi đến vùng biển Bắc Cực vào tháng 11, 1949 và một chuyến đi thực tập cho học viên sĩ quan vào mùa Hè năm 1952.

### 1953 - 1964
Vào 7 tháng 1, 1953, Meredith đi vào Xưởng hải quân Norfolk để cải thiện tiện nghi cho thủy thủ đoàn, công việc kéo dài cho đến tháng 11. Nó lại tiếp nối phục vụ cùng Đệ Nhị và Đệ Lục hạm đội. Trong lượt phục vụ ở nước ngoài vào năm 1958, nó có một giai đoạn ngắn hoạt động cùng Lực lượng Trung Đông, khi nó cùng tàu frigate Anh Quốc HMS Loch Fyne tiến vào vùng châu thổ sông Euphrates, sau khi xảy ra cuộc Cách mạng 14 tháng 7 lật đổ vương triều Hashemites tại Iraq.
Đến cuối năm 1958, Meredith được điều động sang Hải đội Khu trục 14. Nó đi đến Xưởng hải quân Philadelphia vào ngày 28 tháng 6, 1960, và trải qua hơn một năm tiếp theo cho một đợt sửa chữa và nâng cấp trong khuôn khổ Chương trình Hồi sinh và Hiện đại hóa Hạm đội (FRAM: Fleet Rehabilitation and Modernization. Chương trình này nhằm mục đích kéo dài vòng đời hoạt động thêm 10 đến 20 năm, đồng thời nâng cao năng lực tác chiến. Nó rời xưởng tàu với một cầu tàu đóng kín, những thiết bị điện tử, radar và sonar hiện đại, trang bị thêm tên lửa chống ngầm RUR-5 ASROC thay cho dàn phóng ngư lôi, và thay thế pháo phòng không 3-inch bằng hầm chứa và sàn đáp để vận hành máy bay trực thăng không người lái chống tàu ngầm Gyrodyne QH-50 DASH.
Meredith lên đường đi sang cảng nhà mới Mayport, Florida vào ngày 1 tháng 7, 1961, và hoạt động huấn luyện ôn tập tại khu vực vịnh Guantánamo, Cuba trước khi có chuyến viếng thăm các cảng trong vùng biển Caribe và dọc theo bờ biển Châu Phi từ Freetown, Sierra Leone cho đến Cape Town, Nam Phi. Con tàu đã thu thập dữ liệu thủy văn đại dương trên đường đi, và quay trở về Mayport vào ngày 18 tháng 2, 1962. Nó tiếp tục huấn luyện và thử nghiệm hệ thống vũ khí ASROC, rồi có một chuyến đi thực hành khác cho học viên sĩ quan. Đến tháng 8, 1962, nó lên đường cho một lượt hoạt động khác tại nước ngoài, đến Địa Trung Hải và kéo dài sang tận Ấn Độ Dương và vùng vịnh Ba Tư. Một lượt phục vụ khác cùng Đệ Lục hạm đội tại Địa Trung Hải được nó thực hiện từ tháng 2 đến tháng 7, 1964.

### 1965 - 1979
Vào tháng 11, 1965, Meredith tham gia vào Chương trình Gemini khi phục vụ cho việc thu hồi các tàu không gian Gemini VIA và Gemini VII sau chuyến bay quanh quỹ đạo trái đất. Trong những năm tiếp theo, con tàu còn được phái đi phục vụ cùng Đệ Lục hạm đội tại Địa Trung Hải trong hai đợt: từ tháng 6 đến tháng 12, 1966; và từ tháng 5 đến tháng 12, 1967. Nó được đại tu theo định kỳ từ tháng 2 đến tháng 7, 1968 trước khi được phái sang phục vụ tại khu vực Tây Thái Bình Dương từ tháng 1 đến tháng 9, 1969, trong đó nó đã trực tiếp tham gia tác chiến tại biển Đông trong cuộc Chiến tranh Việt Nam từ tháng 3 đến tháng 8, 1969.
Khi kết thúc lượt hoạt động tại Viên Đông và đang trên đường đi đến Australia, Meredith được khẩn cấp gọi quay trở lại khu vực biển Nhật Bản, tham gia vào một lực lượng đặc nhiệm hùng mạnh nhất mà Hoa Kỳ từng tập trung kể từ khi Thế Chiến II; đây là phản ứng lại của Hải quân Hoa Kỳ sau khi phía Bắc Triều Tiên bắn rơi một máy bay trinh sát Hoa Kỳ trong vùng biển hải phận quốc tế. Khi vụ khủng hoảng chấm dứt, con tàu quay trở về Mayport, Florida vào cuối năm 1969.
Meredith sau đó còn được phái đi phục vụ cùng Đệ Lục hạm đội tại Địa Trung Hải trong hai dịp khác nhau: từ tháng 6 đến tháng 12, 1970; và từ tháng 2 đến tháng 9, 1972, xen kẻ ở giữa là một lượt đại tu theo định kỳ từ tháng 6 đến tháng 11, 1971. Con tàu có một chuyến đi hoạt động tại vùng biển Đại Tây Dương vào tháng 12, 1972.
Meredith được cho xuất biên chế vào ngày 29 tháng 6, 1979 và được chuyển cho Thổ Nhĩ Kỳ. Tên nó được cho rút khỏi danh sách Đăng bạ Hải quân vào ngày 7 tháng 12, 1979.

### TCGSavaştepe(D 348)
Con tàu tiếp tục phục vụ cùng Hải quân Thổ Nhĩ Kỳ như là chiếc TCG Savaştepe (D 348). Nó bị tháo dỡ vào năm 1995.